# Inspyration II
Inspyration II (grafisch InSPYRAtion II) is een muziekalbum van Wolfram Spyra, Roksana Vikaluk en Hajo Liese. Zij speelden tijdens de Superbooth-markt, een markt voor synthesizers, oud en nieuw, gehouden van 8 tot 10 mei 2019 in Berlijn. De muziek is in het genre  elektronische muziek binnen de Berlijnse School voor elektronische muziek. 

## Musici
- Wolfram Spyra – synthesizers
- Roksana Vikaluk – zang, synthesizers
- Hajo Liese - synthesizers

## Muziek
| Nr. | Titel        | Duur  |
| --- | ------------ | ----- |
| 1.  | Sternenstaub | 18:22 |
| 2.  | Ejli         | 13:18 |
| 3.  | Rico’s chat  | 8:20  |
| 4.  | Staubzeit    | 24:17 |